# Cuvok jezik
Cuvok jezik (administrativno: tchouvok; ISO 639-3: cuv), afrazijski jezik čadske skupine biu-mandara, kojim govori 5 000 ljudi (Dieu and Renaud 1983) etničke grupe Cuvok u kamerunskoj provinciji Far North u blizini Zamaya.
Srodan mu je mefele [mfj]. Jedina dva sela u kojima se govori su Tchouvouk i Moudal

## Vanjske poveznice
- Ethnologue (14th)
- Ethnologue (15th)